# الإسلام في جمهورية تتاريا

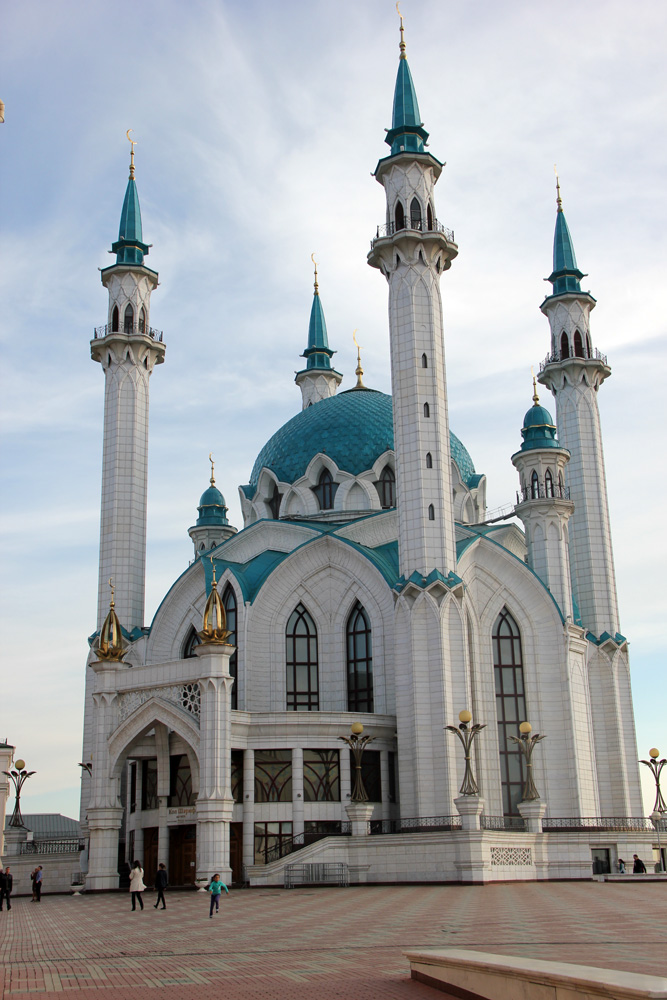

الإسلام في جمهورية تتاريا وصل الإسلام إلى تتارستان في بداية القرن الرابع الهجري، عندما وصل التجار المسلمون إلى حوض نهر الفولجا، وأسلم شعب البلغار، وأرسل إليهم الخليفة العباسي المقتدر (290هـ - 320 م) من يفقهم في الدين، وكان الإسلام يسود منطقة الحوض الأدنى من نهر الفولجا، بل تجاوزها إلى منطقة القرم في شمال البحر الأسود، غير أن الدفعة الأساسية للدعوة الإسلامية في حوض الفولجا وصلت بإسلام التتار.

## تتاريا أثناء روسيا القيصرية
عندما احتل قياصرة روسيا تتاريا في سنة (960 هـ -1552م) كان الإسلام منتشراً بين سكانها، واضطهد أهلها، وحاول الروس جذبهم إلى المسيحية بالقوة والقهر ولكنهم فشلوا، وقد بدلت الإمبراطورة كاترين الثانية جهودا جبارة في هذا المجال في سنة (1192 هـ - 1778 م) فأمرت بأن يوقع كل من الذين اعتنقوا المسيحية (الجدد) على إقرار كتابي يتعهد فية بترك خطاياه ويتجنب الاتصال بالكفار، ويظل على الدين المسيحي، وطبق هذا بالقوة على التتار المسلمين ولكنهم كانوا مسيحين اسماً، ثم تخلصوا من هذا التعسف، وظلوا على إسلامهم، ولقد دونت أسماؤهم في السجلات المسيحية زوراً، ووقف التتار في ثبات وقوة ضد المسيحيين وحملاتهم، وشهد القرن التاسع عشر الميلادي عدة قوانين تحد من انتشار الدعوة، لدرجة أن القانون الجنائي الروسي كان يعاقب كل شخص يتسبب في تحويل روسي إلى الإسلام بالأشغال الشاقة، ورغم هذا انتشرت الدعوة بصورة سرية، ولما صدر قانون حرية التدين في روسيا القيصرية في سنة (1323هـ - 1905 م) حانت الفرص للدخول في الإسلام بصورة جماعية، فلقد بلغ من أعلنوا إسلامهم في سنة (1323 هـ - 1906 م) ثلاثة وخمسين ألفاً.
وسارت الدعوة الإسلامية قدماً في حماسة بالغة وكان كل مسلم داعية إلى دينه وقد خدمت الدعوة الإسلامية هجرة جماعات ممن احترفوا الحياكة في القرى الإسلامية في زمن الشتاء، واعتنق هؤلاء الإسلام وتحولوا إلى دعاة للإسلام عند عودتهم إلى قراهم، وأثمرت دعوة التتر أنصاراً في سيبيريا وغيرها.

## تتاريا قبل الثورة الماركسية في روسيا
كان في مدينة قازان عاصمة جمهورية تتاريا جامعة إسلامية بها سبعة الآف طالب، وكان بها مطبعة أخرجت مليون نسخة من 250 كتاباً في سنة (1310 هـ - 1902 م) كما كان في مدينة قازان مكتبة إسلامية كان يزورها 20,000 قارئ سنوياً، وكان يوجد مسجداً لكل ألف مسلم، وكان يوجد مركز للدعوة الإسلامية، واجتهد علماء قازان في نشر الدعوة، وطبعوا منشورات لها، واهتموا يالتعرف على الإسلام باللغة التتارية، وانتشر الدعاة (مليات) وطلاب جامعة قازان في القري والفيافي يدعون إلى الإسلام، ونشطوا في هذا الأمر بعد صدور قانون حرية الأديان في روسيا في سنة 1905 م، ونجحوا في بث الدعوة الإسلامية بين تتار سيبريا.

## تتاريا بعد استيلاء السوفيات على الحكم
واجه التتار حرباً قاسية على معتقداتهم، فأغلقت المدارس الإسلامية، ودمرت المكتيات والمطابع الإسلامية في قازان عاصمة تتاريا وثار التتار ضد الاٍضطهاد الديني وقدموا العديد من الشهداء، واعدم حتي أولئك الذين تعاونوا مع السوفيات، ورفض السوفيات وحدة الأراضي الإسلامية، وعملوا على تفتيتها إلى قوميات للقضاء على الوحدة. وقد أدمج الروس كل المناطق الإسلامية التي توجد في روسيا الأوروبية في إدارة دينية واحدة مقرها أوفا عاصمة جمهورية بشكيريا، وتشرف على المسلمين في سيبريا أيضاً، وجردوا هذه الاٍدارة من كل السلطات فأصبحت أمراً شكلياً، ولكن في الآونة الأخيرة حدث تغير في الاتحاد السوفياتي، ونتج عن هذا حرية الأديان، وبدأت صحوة إسلامية في المناطق الإسلامية.